# National Board of Review Award al miglior film d'animazione
Il National Board of Review Award al miglior film d'animazione (National Board of Review Award for Best Animated Feature) è un premio assegnato annualmente dal 2000 dai membri del National Board of Review of Motion Pictures al miglior film d'animazione distribuito negli Stati Uniti nel corso dell'anno.

## Albo d'oro

### Anni 2000
- 2000: Galline in fuga (Chicken Run), regia di Peter Lord e Nick Park
- 2001: Shrek, regia di Andrew Adamson e Vicky Jenson
- 2002: La città incantata (Sen to Chihiro no kamikakushi), regia di Hayao Miyazaki
- 2003: Alla ricerca di Nemo (Finding Nemo), regia di Andrew Stanton e Lee Unkrich
- 2004: Gli Incredibili (The Incredibles), regia di Brad Bird
- 2005: La sposa cadavere (Corpse Bride), regia di Tim Burton e Mike Johnson
- 2006: Cars - Motori ruggenti (Cars), regia di John Lasseter
- 2007: Ratatouille, regia di Brad Bird e Jan Pinkava
- 2008: WALL•E, regia di Andrew Stanton
- 2009: Up, regia di Pete Docter e Bob Peterson

### Anni 2010
- 2010: Toy Story 3 - La grande fuga (Toy Story 3), regia di Lee Unkrich
- 2011: Rango, regia di Gore Verbinski[1]
- 2012: Ralph Spaccatutto (Wreck-t Ralph), regia di Rich Moore[2]
- 2013: Si alza il vento (風立ちぬ), regia di Hayao Miyazaki[2]
- 2014: Dragon Trainer 2, regia di Dean DeBlois[3]
- 2015: Inside Out, regia di Pete Docter[4]
- 2016: Kubo e la spada magica (Kubo and the Two Strings), regia di Travis Knight[5]
- 2017: Coco, regia di Lee Unkrich e Adrian Molina[5]
- 2018: Gli Incredibili 2, regia di Brad Bird[6]
- 2019: Dragon Trainer - Il mondo nascosto (How To Train Your Dragon: The Hidden World), regia di Dean DeBlois[7]

### Anni 2020
- 2020: Soul, regia di Pete Docter e Kemp Powers[8]
- 2021: Encanto, regia di Byron Howard e Jared Bush[9]
- 2022: Marcel the Shell (Marcel the Shell with Shoes On), regia di Dean Fleischer Camp[10]
- 2023: Spider-Man: Across the Spider-Verse, regia di Joaquim Dos Santos, Kemp Powers e Justin K. Thompson[11]
- 2024: Flow - Un mondo da salvare (Straume), regia di Gints Zilbalodis[12][13]